# Odroid-XU
Odroid-XU est un ordinateur monocarte, de la série Odroid, initialement orienté développement, développé par la société coréenne, Hardkernel et fonctionnant autour d'un system-on-a-chip d'architecture ARM Samsung Exynos 5 Octa, comportant notamment, 4 ARM Cortex-A7 MPCore et 4 ARM Cortex-A15 MPCore en architecture big.LITTLE et 3 cœurs graphiques (PowerVR SGX544MP3).
Il comporte au niveau matériel :
- SoC Exynos 5 Octa, équipé de 4 Cortex A7, 4 Cortex A15 et 3 GPU PowerVR SGX544MP3.
- 2 Go de RAM LPDDR3 800
- 4 ports USB 2.0 hôte + 1 port USB 3.0 hôte (ce dernier permettant de connecter un disque SATA externe).
- 1 port USB 3.0 périphérique (OTG).
- 1 port ethernet 10/100MB
- 1 lecteur de carte SDHC.
- 1 lecteur eMMC.
- 1 connecteur HDMI4a type D
- 1 prise jack entrée micro et 1 prise jack sortie casque
- 1 connecteur UART utilisé pour le développement.
- 1 port d'extension d'entrées/sorties 50 broches pour les interfaces LCD/I2C/UART/SPI/ADC/GPIO.
- 1 port MIPI LCD
- 1 Display Port
- Dimensions de la carte : Environ 94 x 70 x 18 mm, livrée pour la première fois chez Hardkernel, avec un boitier (environ 98 x 74 x 29 mm)

Au niveau logiciel :
- Livré avec u-boot 2012.7, noyau Linux 3.4.x, Android 4.2.x. Linux BSP sera supporté au quatrième 2013.
- Support pour ubuntu 13